# 엔시
엔( ; U+12097 𒂗, 또는 엔시)는 수메르 설형문자로 "주(Lord)"를 뜻하는 단어로, 메소포타미아 문명권의 군주 칭호이다.
신:
- ㄷ엔.릴
- ㄷ엔.키
- ㄷ엔.구룬
- ㄷ엔.주

- 닌 "숙녀",
- 루갈 "왕", 벨루.